# Heliconius salvinii
Heliconius salvinii är en fjärilsart som beskrevs av Herman Dewitz 1877. Heliconius salvinii ingår i släktet Heliconius och familjen praktfjärilar. Inga underarter finns listade i Catalogue of Life.